# Titi Camara
Aboubacar Sidiki Camara, mer känd som Titi Camara, född 17 november 1972 i Conakry är en Guineansk före detta professionell fotbollsspelare.
Han inledde sin fotbollskarriär i Frankrike i början av 1990-talet i klubbar som St. Etienne, Lens och Marseille innan Liverpools dåvarande manager Gerard Houllier betalade 2,5 miljoner pund för honom sommaren 1999. Efter att under debutsäsongen hos Liverpool hamnat tvåa bakom Michael Owen i den interna skytteligan hade han följande säsong svårt att ta en plats i laget och köptes av West Ham för 1,5 miljoner pund. Camara var uppskattad hos Liverpool och hamnade på 91:a plats på listan 100 Players Who Shook The Kop som sammanställdes av Liverpools officiella hemsida 2006.
Camara gjorde 39 framträdanden för Guineas landslag och gjorde på dessa matcher 23 mål.